# Daisy Donovan
Daisy Donovan est une actrice britannique née le 11 juillet 1975.

## Filmographie partielle
- 1997 : Spice World, le film (Spice World) de Bob Spiers : Reporter
- 1998 : Parting Shots de Michael Winner
- 1998 : Still Crazy : De retour pour mettre le feu (Still Crazy) de Brian Gibson : Female Reporter
- 1999 : L'Extravagante Madame Pollifax (The Unexpected Mrs. Pollifax) (TV) de Anthony Pullen Shaw : Alexandra / Marina
- 2003 : La Cible oubliée (Second Nature) (TV) de Ben Bolt : Kristina Kane / Amy O'Brien
- 2004 : Millions de Danny Boyle : Dorothy
- 2004 : Hercule Poirot (série TV, épisode Mort sur le Nil de Andy Wilson) : Cornelia Robson
- 2005 : Angell's Hell (TV) de Metin Hüseyin : Polly
- 2007 : Joyeuses Funérailles (Death at a Funeral) de Frank Oz : Martha
- 2007 : The Grey Man (TV) de Declan O'Dwyer : Jessica Drake
- 2007 : The Waiting Room de Roger Goldby : Penny
- 2008 : Wild Child de Nick Moore : Miss Rees-Withers